# 维克托·略伦特
维克托·略伦特（西班牙語：Víctor Llorente，1962年10月7日—），西班牙男子赛艇运动员。他曾代表西班牙参加世界赛艇锦标赛，获得一枚金牌和二枚铜牌，均来自男子轻量级八人单桨有舵手项目。